# Shechernich Loch
Shechernich Loch är en sjö i Storbritannien.   Den ligger i kommunen Perth and Kinross och riksdelen Skottland, i den norra delen av landet, 600 km norr om huvudstaden London. Shechernich Loch ligger 584 meter över havet.  Trakten runt Shechernich Loch består i huvudsak av gräsmarker.